# Boudewijn Zenden
Boudewijn Zenden (Maastricht, Nizozemska, 15. kolovoza 1976.) je nizozemski nogometni trener te bivši nogometaš i nacionalni reprezentativac. Igrao je na pozicijama lijevog krila i polušpice.
Prekidom igračke karijere, Zenden je postao asistent treneru Rafi Benitezu u svojem bivšem klubu Chelseaju dok danas radi kao asistent u juniorima PSV Eindhovena.

## Karijera

### Klupska karijera

#### Počeci
Zendenov otac Pierre je bivši judaš tako da je Boudewijn kao dijete uz nogomet trenirao i judo. Tako je Boudewijn Zenden u 14. godini stekao crni pojas u judu te je tri puta bio judaški prvak u nizozemskoj pokrajini Limburg.
Igrač je nogomet najprije počeo igrati u omladinskoj školi MVV Maastrichta nakon što su ga skauti kluba vidjeli dok je igrao za amaterski Leonidas. Dvije godine nakon toga Zenden odlazi na PSV-ovu nogometnu akademiju.

#### PSV Eindhoven
Nakon pet godina igranja u akademiji PSV Eindhovena, Zenden se pridružuje seniorskom sastavu gdje igra na poziciji lijevog krila zamjenjujući Petera Hoekstru te u konačnici postaje standardni igrač. Zenden je bio važna karika momčadi koja je 1997. osvojila nizozemsko prvenstvo. Iste godine je nagrađen trofejom Johan Cruyff za nizozemskog talenta godine. Istu nagradu su prije njega dobivali nizozemski nogometni velikani kao što su Patrick Kluivert, Clarence Seedorf, Marc Overmars i Dennis Bergkamp.
Završetkom sezone 1997./98. u kojoj je igrač zabio 12 golova u 23 utakmice, Zenden prelazi u FC Barcelonu.

#### FC Barcelona
U Barceloni je Zenden postao dijelom velikom kontingenta nizozemskih igrača u momčadi koju je vodio nizozemski trener Louis van Gaal. Zenden nije mogao igrati na svojoj poziciji lijevog krila jer je ona bila osigurana njegovom reprezentativnom suigraču Marcu Overmarsu. Umjesto toga, Zenden je postavljen na poziciji lijevog beka gdje se dobro snašao i zamijenio Sergija Barjuána.
Zenden je s klubom u sezoni 1998./99. osvojio La Ligu dok je sljedeće sezone postigao svoja jedina tri gola za klub. Nakon što je van Gaal napustio momčad 2000. godine, Zenden je igrao veoma malo te je završetkom sezone 2000./01. prodan u londonski Chelsea za 7,5 milijuna GBP.

#### Chelsea i Middlesbrough
Iako je potpisao trogodišnji ugovor za Chelsea, Zenden je u klubu igrao dvije sezone dok je posljednju proveo na posudbi u Middlesbroughu.
Tijekom karijere u Chelseaju, igrač je s klubom 2002. igrao u finalu FA kupa gdje su s 2:0 poraženi od gradskog rivala Arsenala. Iako je u klubu igrao u startnoj postavi, Zenden je znao izbivati iz momčadi zbog ozljeda.
Vrijeme na posudbi u Middlesbroughu je za igrača bilo uspješno jer je s klubom osvojio Liga kup a u samom finalu protiv Bolton Wanderersa je zabio pobjednički gol. Upravo je taj trofej bio prvi značajniji u Middlesbroughovoj povijesti.
Nakon isteka posudbenog roka u ljeto 2004., Zenden je postao slobodan igrač te je ostao u Middlesbroughu. Na poziciji centralnog veznog, Zenden je za klub odigrao 36 od 38 prvenstvenih utakmica te je zabio pet golova u Premier ligi. Zbog toga su ga Middlesbroughovi navijači glasovanjem proglasili klupskim igračem godine za 2005. Međutim, to je bila posljednja Zendenova sezona za klub kojeg je napustio u ljeto 2005. nakon isteka ugovora.

#### Liverpool
4. srpnja 2005. Zenden se pridružuje Liverpoolu koji je postao novi osvajač Lige prvaka. S klubom je najprije osvojio Superkup Europe pobijedivši moskovski CSKA.
U prosincu 2005. igrač je imao jaku ozljedu ligamenta desnog koljena zbog čega je propustio ostatak sezone. Oporavio se na početku sezone 2006./07. te je bio dijelom Liverpoolove momčadi koja je 2006. osvojila Community Shield. Međutim, već 25. studenog 2006. na utakmici protiv Manchester Cityja, Zenden je ponovo ozlijedio koljeno te je morao na operaciju.
Vrativši se na teren, Zenden je za klub odigrao oba susreta polufinala Lige prvaka protiv Chelseaja te je za klub zabio iz penala. S klubom je igrao i u finalu gdje je Liverpool poražen od AC Milana.
Tijekom dvije godine u Liverpoolu, Zenden je za klub zabio dva gola u prvenstvu, protiv West Ham Uniteda i Portsmoutha.

#### Olympique Marseille
24. svibnja 2007. Liverpoolov trener Rafael Benítez je objavio kako neće produžiti Zendenov ugovor. Tako je igrač već 6. srpnja potpisao dvogodišnji ugovor za Olympique Marseille. Za novi klub je debitirao 11. kolovoza 2007. u susretu protiv Rennesa. Tijekom dvije godine, Zenden je za klub odigrao 54 utakmice u Ligue 1 te postigao šest golova.

#### Sunderland
Istekom ugovora, Zenden napušta Olympique te izjavljuje da karijeru želi završiti u Engleskoj. U isto vrijeme za njega su interes pokazali Blackburn Rovers i Portsmouth. Tijekom listopada 2009. Zenden je bio na probi u Sunderlandu. Nakon što je trener Steve Bruce ostao impresioniran Zendenovim nastupom, igrač je s klubom potpisao ugovor.
Tako je 16. listopada 2009. objavljeno da je Sunderland potpisao sa Zendenom koji će igrati za klub do kraja sezone 2009./10.
Prva Zendenova utakmica za Sunderland je bila protiv bivšeg kluba Liverpoola. Karijeru u Sunderlandu igrač je provodio ulazeći u igru kao zamjena bez starta u početnih 11. Nakon ozljede i oporavka, Zenden se vraća na teren te u siječnju 2010. zabija Chelseaju na Stamford Bridgeu. U travnju iste godine Zenden zabija svoj drugi gol za Sunderland i to u domaćoj 3:1 pobjedi protiv Tottenham Hotspura.
17. svibnja 2010. Zenden potpisuje novi jednogodišnji ugovor za klub. Igrač je u novoj sezoni postao hit na YouTubeu zbog snimke na kojoj sa suigračem Asamoahom Gyanom slavi 3:0 pobjedu nad Chelseajem. Prvi gol u novoj sezoni Zenden je postigao u utakmici protiv Bolton Wandersa (2:1 pobjeda Sunderlanda) te ga posvećuje svom bolesnom ocu. Svoj drugi prvenstveni gol za klub igrač je postigao 22. svibnja 2011. u 3:0 pobjedi protiv West Ham Uniteda.
Zbog odličnih igara, trener Steve Bruce je potvrdio da će klub igraču ponuditi novi ugovor. Međutim, završetkom sezone Boudewijn Zenden je odlučio napustiti klub.
Tako je Zenden bez kluba od ljeta 2011. godine, kada je napustio Sunderland, ali još uvijek nije zaključio svoju igračku mirovinu. Ipak, nakon što nije uspio pronači igrački angažman, završio je svoju karijeru te započeo s trenerskim poslom.

### Reprezentativna karijera
Zenden je za Nizozemsku debitirao 30. travnja 1997. u kvalifikacijskoj utakmici za SP 1998. protiv San Marina. Utakmicu je počeo u starnih 11 te odigrao cijeli susret kojeg su Oranje dobile s visokih 6:0. S reprezentacijom je nastupio na jednom svjetskom (Francuska 1998.) i dva europska (Nizozemska / Belgija 2000. i Portugal 2004.) prvenstva.
Na Mundijalu 1998. u Francuskoj, Zenden je odigrao dvije utakmice kao zamjena dok je u početnih 11 bio u polufinalnom porazu od Brazila. Također, igrač je sudjelovao i u utakmici za treće mjesto protiv Hrvatske gdje je zabio izjednačajući pogodak za 1:1. To mu je ujedno bio i prvi pogodak za reprezentaciju.
Na Europskom prvenstvu 2000. kojem je Nizozemska bila jedan od domaćina, Zenden je odigrao svih pet utakmica s reprezentacijom. Na tom turniru Zenden je zabijao Danskoj i Francuskoj te je s reprezentacijom stigao do polufinala gdje su poraženi od Italije na jedanaesterce. UEFA je u momčad turnira uvrstila Zendena te njegove suigrače Patricka Kluiverta, Franka de Boera i Edgara Davidsa.
Poslije neuspjeha, odnosno neplasmana na Mundijal 2002., Nizozemska se uspjela plasirati na EURO 2004. Na tom turniru Zenden je odigrao samo prvo poluvrijeme prve utakmice skupine protiv Njemačke. Završetkom prvenstva i dolaskom novog izbornika Marca van Bastena, stariji igrači kao što su Boudewijn Zenden, Edgar Davids i Clarence Seedorf su povučeni iz reprezentacije.
Tako je Zenden prekinuo svoju sedmogodišnju reprezentativnu karijeru u kojoj je odigrao 54 utakmice i zabio sedam golova.

#### Pogoci za reprezentaciju
| #  | Datum              | Mjesto                | Protivnik | Pogodak | Rezultat | Natjecanje                                |
| -- | ------------------ | --------------------- | --------- | ------- | -------- | ----------------------------------------- |
| 1. | 11. srpnja 1998.   | Pariz, Francuska      | Hrvatska  | 1 : 1   | 1 : 2    | SP u Francuskoj 98'                       |
| 2. | 9. listopada 1999. | Amsterdam, Nizozemska | Brazil    | 2 : 0   | 2 : 2    | Prijateljska utakmica                     |
| 3. | 23. veljače 2000.  | Amsterdam, Nizozemska | Njemačka  | 2 : 1   | 2 : 1    | Prijateljska utakmica                     |
| 4. | 16. lipnja 2000.   | Rotterdam, Nizozemska | Danska    | 3 : 0   | 3 : 0    | EURO 00'                                  |
| 5. | 21. lipnja 2000.   | Amsterdam, Nizozemska | Francuska | 3 : 2   | 3 : 2    | EURO 00'                                  |
| 6. | 5. rujna 2001.     | Eindhoven, Nizozemska | Estonija  | 1 : 0   | 5 : 0    | Kvalifikacije za SP u Koreji i Japanu 02' |
| 7. | 28. travnja 2004.  | Eindhoven, Nizozemska | Grčka     | 2 : 0   | 4 : 0    | Prijateljska utakmica                     |

### Trenerska karijera
Nakon što je Chelsea u sezoni 2012./13. doživio debakl u Ligi prvaka ispavši iz daljnjeg natjecanja već u skupini, klub je otpustio trenera Di Mattea. Na njegovo mjesto je došao španjolski strateg Rafael Benitez a njegov prvi pomoćnik je postao Boudewijn Zenden.
Završetkom sezone, Benitez je napusti klub kao privremeni menadžer te potpisao za Napoli dok se Zenden vratio u PSV Eindhoven u kojem je postao asistent Dariju Kaleziću u juniorskoj momčadi.

## Osvojeni trofeji

### Klupski trofeji
| Klub          | Trofej               | Godina     |
| Nizozemska    | Nizozemska           | Nizozemska |
| ------------- | -------------------- | ---------- |
| PSV Eindhoven | Nizozemski kup       | 1996.      |
| PSV Eindhoven | Nizozemsko prvenstvo | 1997.      |
| Španjolska    |                      |            |
| FC Barcelona  | La Liga              | 1999.      |
| Engleska      |                      |            |
| Middlesbrough | FA Liga kup          | 2004.      |
| Liverpool     | Superkup Europe      | 2005.      |
| Liverpool     | Community Shield     | 2006.      |

### Individualni trofeji
| Klub          | Trofej              | Godina     |
| Nizozemska    | Nizozemska          | Nizozemska |
| ------------- | ------------------- | ---------- |
| PSV Eindhoven | Trofej Johan Cruyff | 1997.      |

## Vanjske poveznice
- Statistika igrača na Soccerbase.com  Arhivirana inačica izvorne stranice od 1. listopada 2007. (Wayback Machine)
- Zendenov reprezentativni profil na web stranicama Nizozemskog nogometnog saveza  Arhivirana inačica izvorne stranice od 5. prosinca 2008. (Wayback Machine)
- Profil i statistika igrača na Wereldvanoranje.nl  Arhivirana inačica izvorne stranice od 30. rujna 2011. (Wayback Machine)
- Fotografije i statistika igrača na Sporting-Heroes.net